# Hôtel de Sens (París)
El hôtel de los arzobispos de Sens o simplemente hôtel de Sens (en francés: hôtel des archevêques de Sens) es un hôtel particulier medieval francés situado en el IV distrito de París, considerado por la elegancia de su arquitectura y la riqueza y variedad de su decoración, como uno de los edificios civiles del siglo XV más suntuosos y una obra maestra de la arquitectura gótica flamígera. Esta edificación prefigura los hôtels particuliers [mansiones] que florecerán en el Renacimiento por todo París.
Este palacio ha sido objeto de una clasificación al título de los monumento histórico en 1912. Propiedad de la Comuna de París desde 1911, es sede de la biblioteca Forney (fundada en 1866), dedicada a la cartelería y a la publicidad.

## Historia
París no se convirtió en arzobispado hasta 1622. Antes de esa fecha, la capital dependía del arzobispado de Sens. El arzobispo de Sens Guillermo II de Melun —primado de las Galias y de Germania, del que dependían siete obispados sufragáneos, entre los cuales estaba París—, que era entonces asesor personal de los reyes de Francia y al que sus cargos requerían a menudo a París, adquirió el hôtel de Jean de Hestomesnil construido en 1345.
Carlos V cuando todavía era solo delfín —después del incidente de 1358 de la invasión del palais de la Cité  por los burgueses dirigidos por Étienne Marcel en el que varios de sus consejeros fueron degollados en su presencia en su misma habitación—, buscaba salir de la ciudad, para residir en un lugar que le ofreciera más seguridad. Además, quería permanecer fuera de la muralla de Philippe Auguste, para superar las molestia de la ciudad y también llegar fácilmente al castillo de Vincennes, al este de la ciudad. Finalmente, encontraba el Louvre demasiado estrecho y siniestro. El rey adquirió por ello, entre 1361 y 1366, cuatro casas en el barrio de Le Marais. Las reunió para convertirla en su gran residencia real, el Hôtel Saint-Pol, que incluía especialmente el hôtel de Jean de Hestomesnil.
Fue Tristan de Salazar, arzobispo de esta ciudad (1474-1518) quien hizo destruir el hôtel de Hestomenil abandonado por los reyes en favor del palacio del Louvre y de los castillos del Loira para reconstruir en su lugar, entre 1475 y 1519, el edificio actual.
Posteriormente sirvió como residencia de varios prelados ilustres, como:
- Antoine Duprat, arzobispo de Sens, canciller y primer ministro de François Ier que tenía igualmente a su disposición el hôtel d'Hercule y numerosas residencias secundarias como el château de Nantouillet;
- Louis de Bourbon-Vendôme, príncipe de la familia real;
- Luis de Guisa (1527-1578), cardenal de Lorena;
- Jean Bertrandi, Garde des sceaux de France del 22 de mayo de 1551 al 10 de julio de 1559;
- Nicolas de Pellevé, que murió en él;
- Jacques Davy du Perron;
- Jean Davy du Perron.

Margarita de Valois (1553-1615), cuyo matrimonio con Enrique IV fue declarado nulo en 1599 por la Iglesia, residió allí desde 1605 hasta 1606. La leyenda quiere que ella habría cortado una higuera plantada frente a la puerta del hôtel que obstruía las idas y venidas de su carruaje, incidente que habría marcado hasta el punto de ser el origen del nombre de la calle.
Los ecos que durante mucho tiempo habían repetido los piadosos cánticos de los antiguos arzobispos, repetían a los transeúntes los alegres estribillos improvisados por la ingeniosa Margarita para complacer a sus numerosos amantes. El jesuita Le Moine compuso el epitafio de esta princesa, del cual aquí está la poesía:

Esta brillante flor del árbol de los Valois
 En quien murió el nombre de tantos poderosos reyes,
Margarita, para quien tantos laureles florecieron,
Para quien tantos ramos entre los almizcles se hicieron,
¡Vivió ramos y laureles sobre su cabeza secar!
Vivió por un golpe fatal, los lirios de ella separarse
 Y el círculo real que la había coronado
 En tumulto y sin orden un demasiado rápido himenado
Roto del mismo golpe frente a sus pies caídos,
 La dejó como un tronco degradado por el viento.
 Esposa sin esposo y reina sin reino,
Vaina sombría del pasado, grande y noble fantasma
Ella estaba detrás de los restos de su destino
 Y vivió hasta que su nombre murió antes de su muerte.
Cette brillante fleur de l'arbre des Valois
En qui mourut le nom de tant de puissants rois,
Marguerite, pour qui tant de lauriers fleurirent,
Pour qui tant de bouquets chez les Muscs se firent,
Vit bouquets et lauriers sur sa tête sécher!
Vit par un coup fatal, les lys s'en détacher
Et le cercle royal dont l'avait couronnée
En tumulte et sans ordre un trop prompt hyménée
Rompu du même coup devant ses pieds tombant,
La laissa comme un tronc dégradé par le vent.
Épouse sans époux et reine sans royaume,
Vaine ombre du passé, grand et noble fantôme,
Elle traina depuis les restes de son sort
Et vit jusqu'à son nom mourir avant sa mort.
Le Moine

El hôtel de Sens perdió más tarde su esplendor. En 1622, el obispado de París se erigió en arzobispado, a favor de Jean-François de Gondi. Los arzobispos de Sens, despojados de su autoridad sobre el clero parisino, dejaron poco a poco de residir en la capital. Su hôtel fue entonces enajenado. Perteneció antes de la Revolución al arzobispado de París.
Desde 1622, el hôtel fue alquilado a la burgueses y desde 1689 a 1743 se instalaron en él «les Messageries, Coches, Carrosses de Lyon, Bourgogne y Franche-Comté» antes de ser ocupado por nobles caballeros durante el resto del siglo XVIII.
Se convirtió en bien national,  en 1790, y fue vendido el 1.º ventoso del año V (19 de febrero de 1797) y luego comprado por la ciudad de París en 1911 para servir de sala de los conseils des prud'hommes. Fue durante ese período ocupado, consecutivamente, por una empresa de laminados, una lavandería, una fábrica de conservas, un cortador de pelo de liebre, un óptico, la confitería Saint-James  (1864-1886) y, desde principios del siglo XX, sirvió como almacén de la vidriera Haroux, quedando parcialmente destruido por un incendio en 1911.
En 1830, durante el Trois Glorieuses,  se dispararon muchos cañonazos. Uno de ellos impactó en el hôtel de Sens, y ese proyectil, que nunca ha sido extraído del muro de la fachada, se convirtió en un testimonio de esos días revolucionarios. Ahora todavía incrustado en el muro, es visible con la fecha grabada debajo.

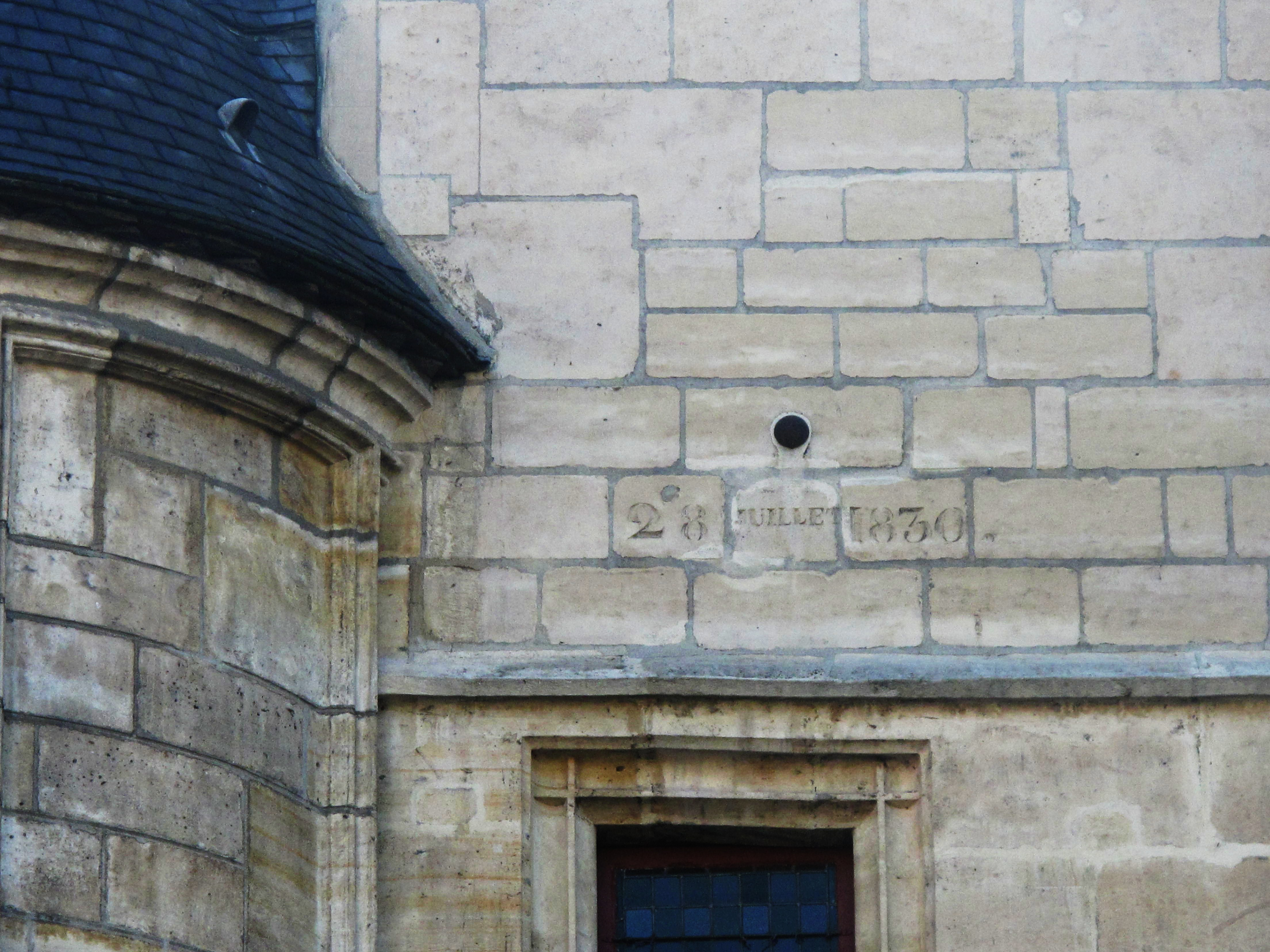
Le boulet fiché dans le mur.
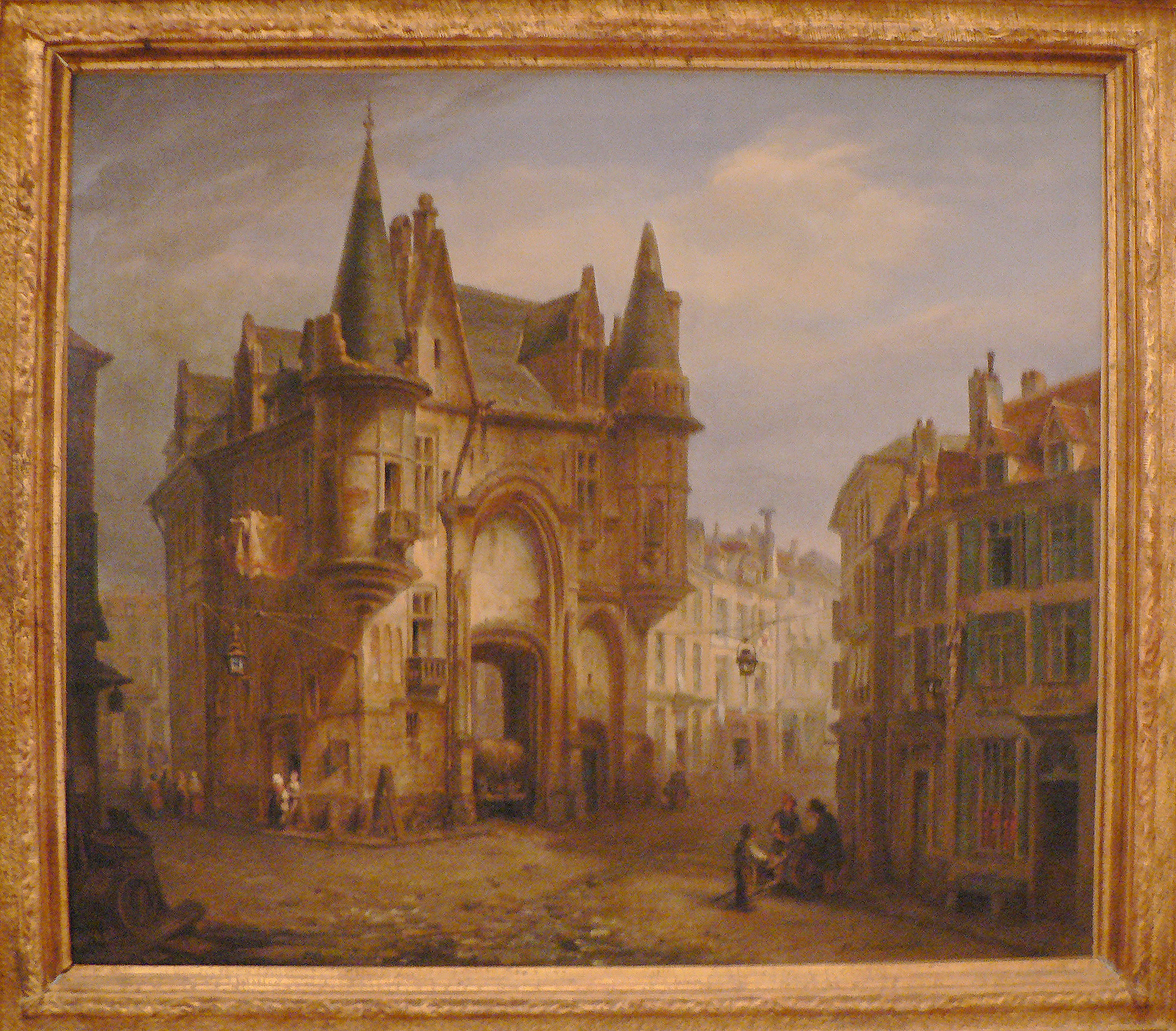
L'hôtel de Sens, de Henri Lallemand, 1839, Museo de Sens.

El hotel fue objeto de una clasificación al título de los monumento histórico en 1912.
Luego, hasta mediados de siglo, el hotel de Sens estaba incluido en un conjunto edificado que fue declarado insalubre y debía ser después demolido. Una maqueta exhibida en el museo Carnavalet guarda el recuerdo de una parte de esos edificios antiguos, llamada «îlot insalubre n°16», antes de la destrucción masiva de los años 1936-1965.

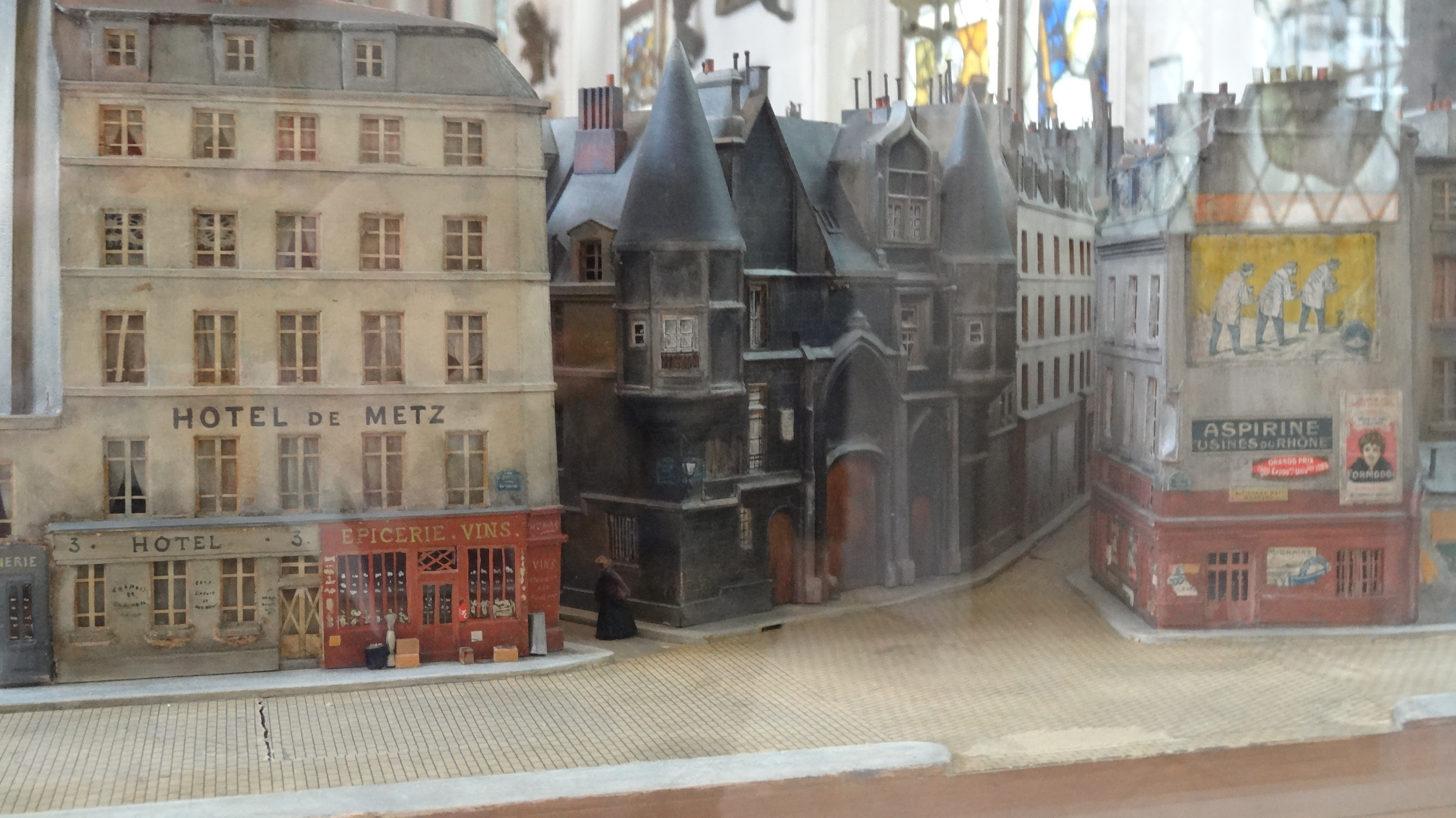
Maqueta del îlot insalubre n°16 (museo Carnavalet).
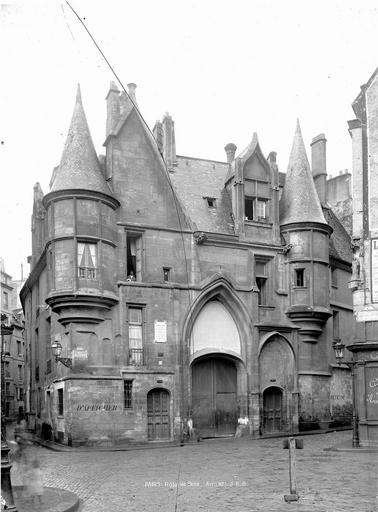
Ca. 1900 (fotografía de Jean-Eugène Durand).
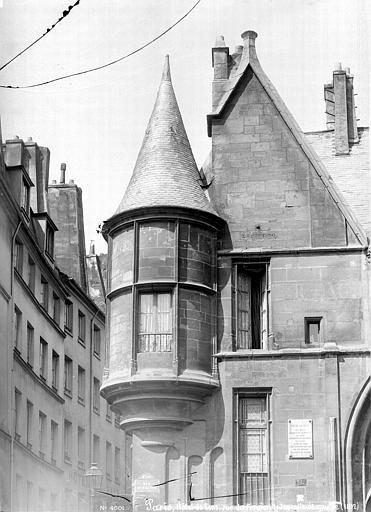
La torreta en 1892 (Paul Robert).
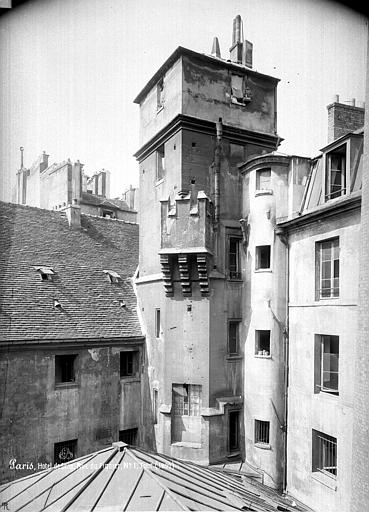
La torre en 1892 (Paul Robert)

La ciudad de París compró el hôtel en 1911, fue restaurado en la década de 1930, y desde 1961, el edificio alberga la Biblioteca Forney, dedicada a las bellas artes, a la artesanía y sus técnicas, a las artes aplicadas, así como a las artes decorativas.

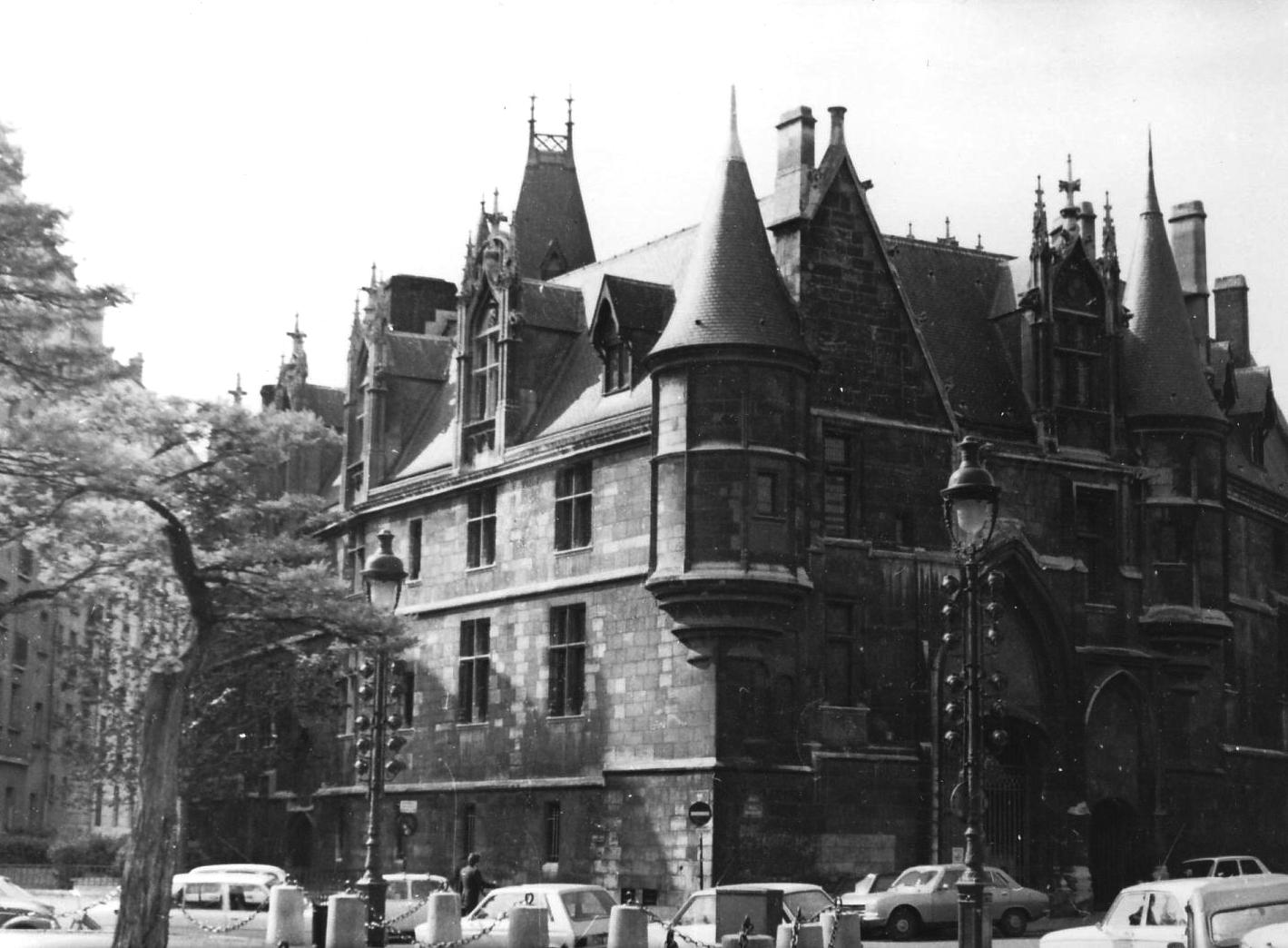
El hôtel en 1981
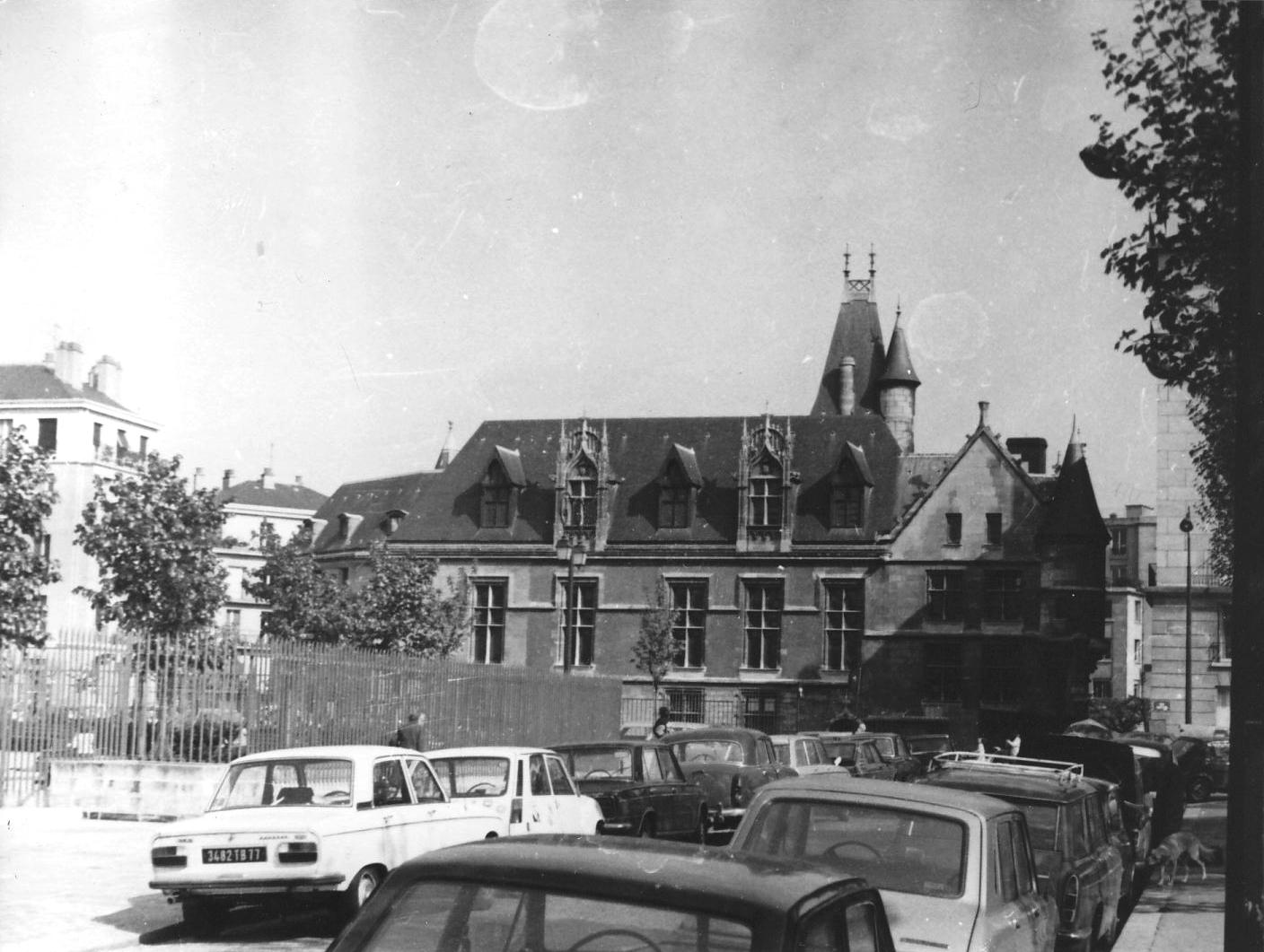
El hôtel en 1981

## Descripción
El hôtel de los arzobispos de Sens se encuentra en el número 1 de la rue du Figuier, en el IV distrito de París. En tres de sus lados está limitado por calles parisinas, respectivamente, al este la rue du Figuier, al sur la rue de l'Hôtel-de-Ville, y al oeste la de los Nonnains-d'Hyères. La rue de l'Ave-Maria termina frente a su entrada principal, que se encuentra sobre la puerta de esta entrada, una tronera enmascarada, una simple apertura practicada discretamente bajo la punta del portal.

## Galería de imágenes

Esculturas
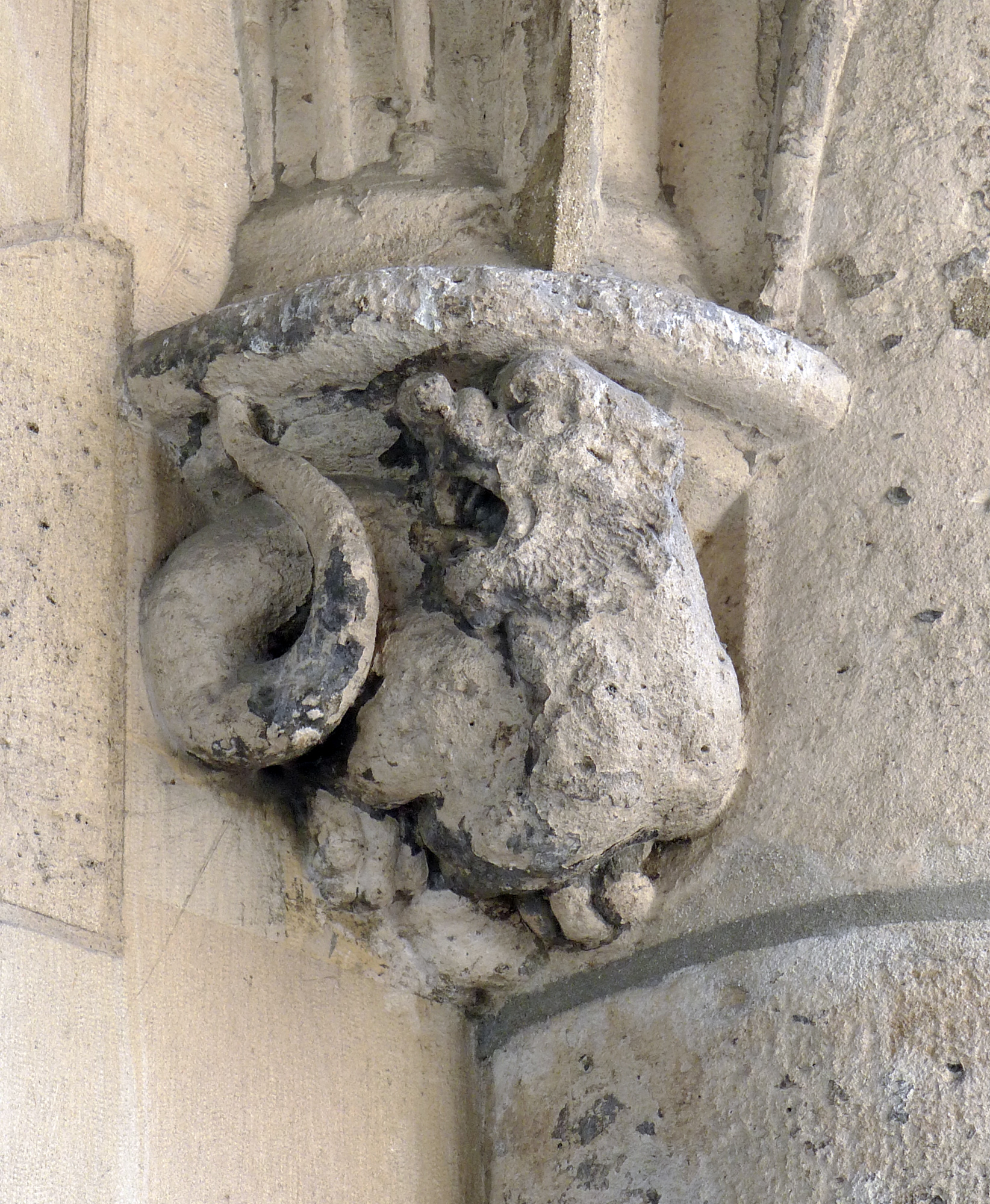
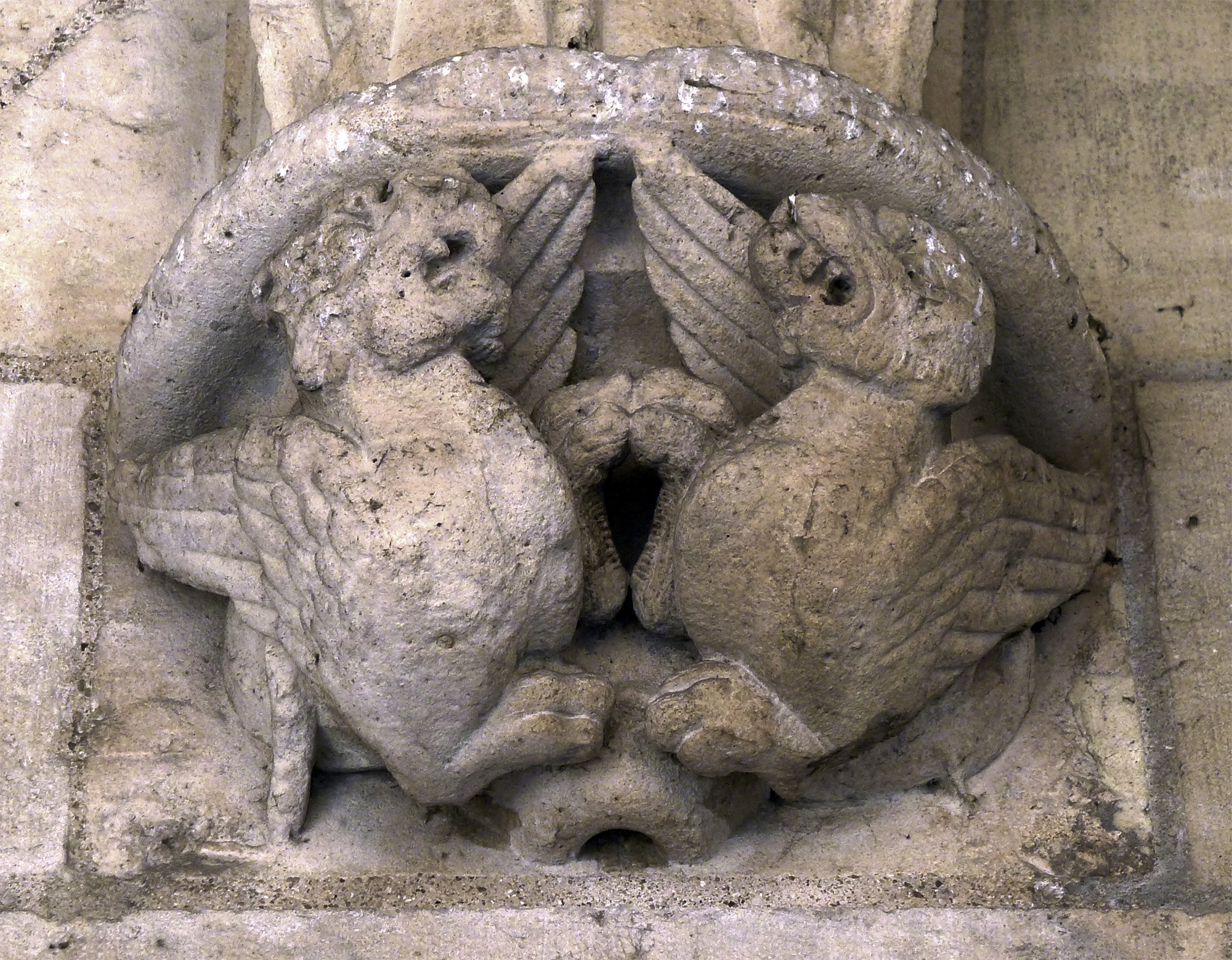
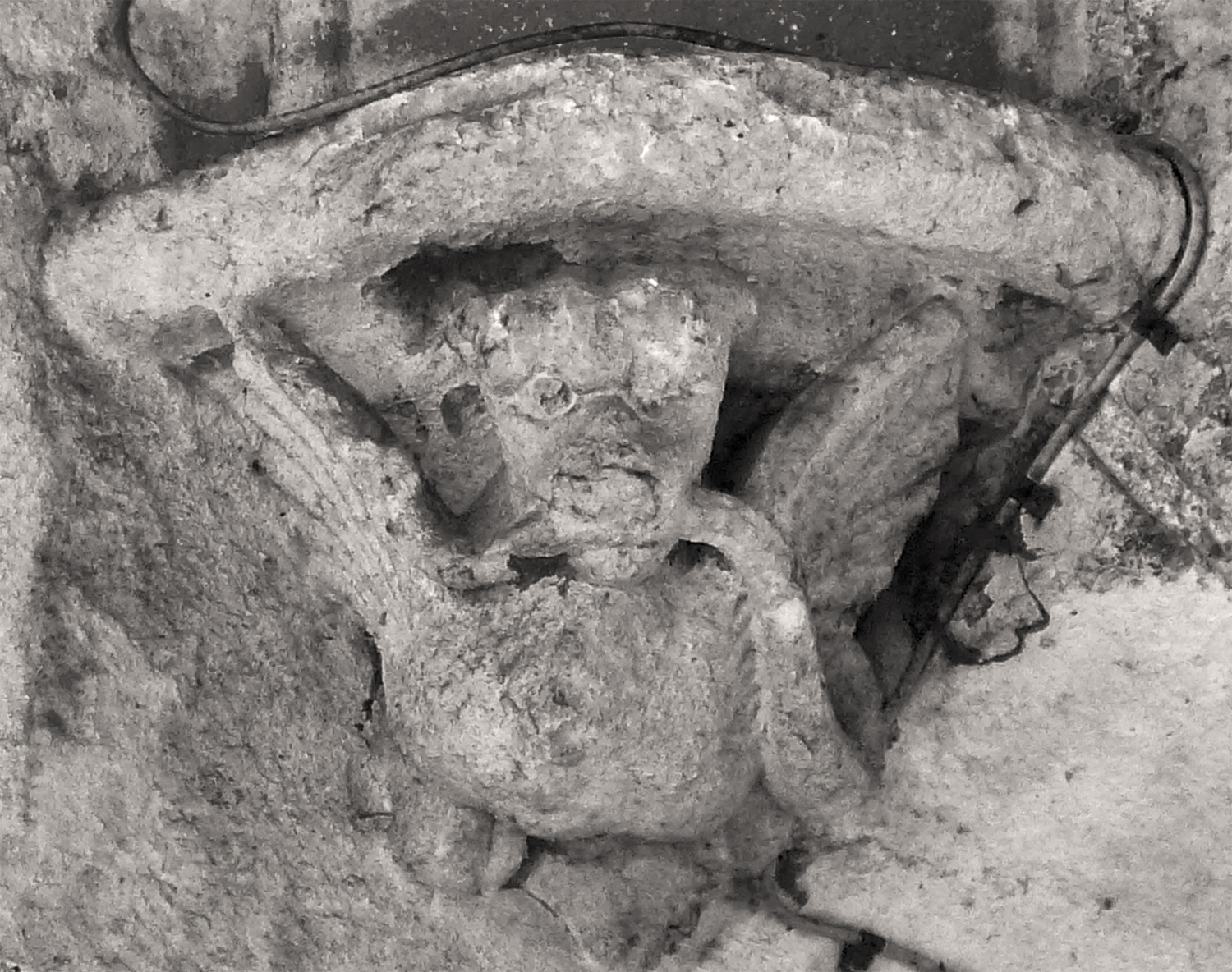

Vistas exteriores
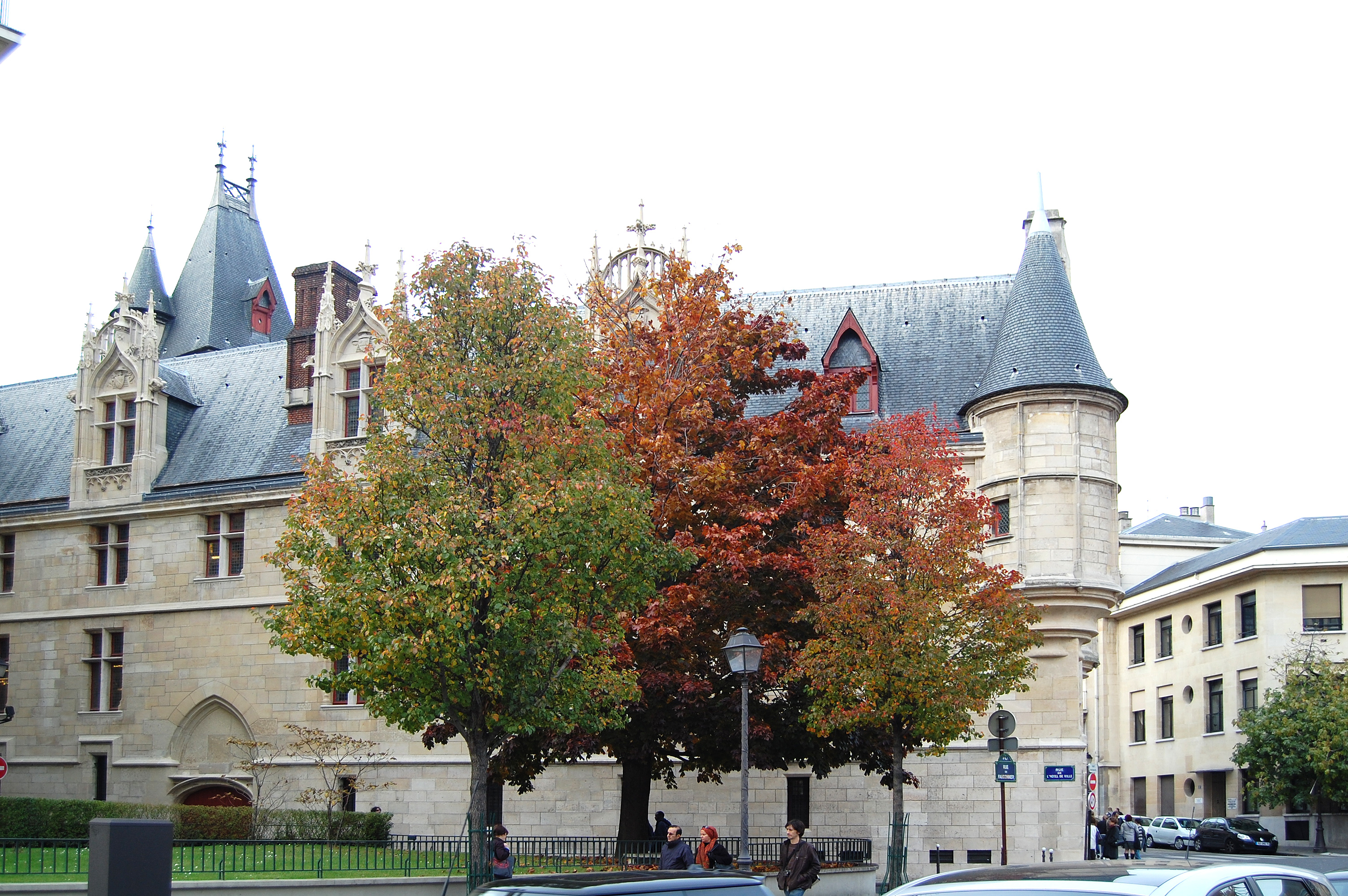
Lado de la rue de l'Hôtel de Ville
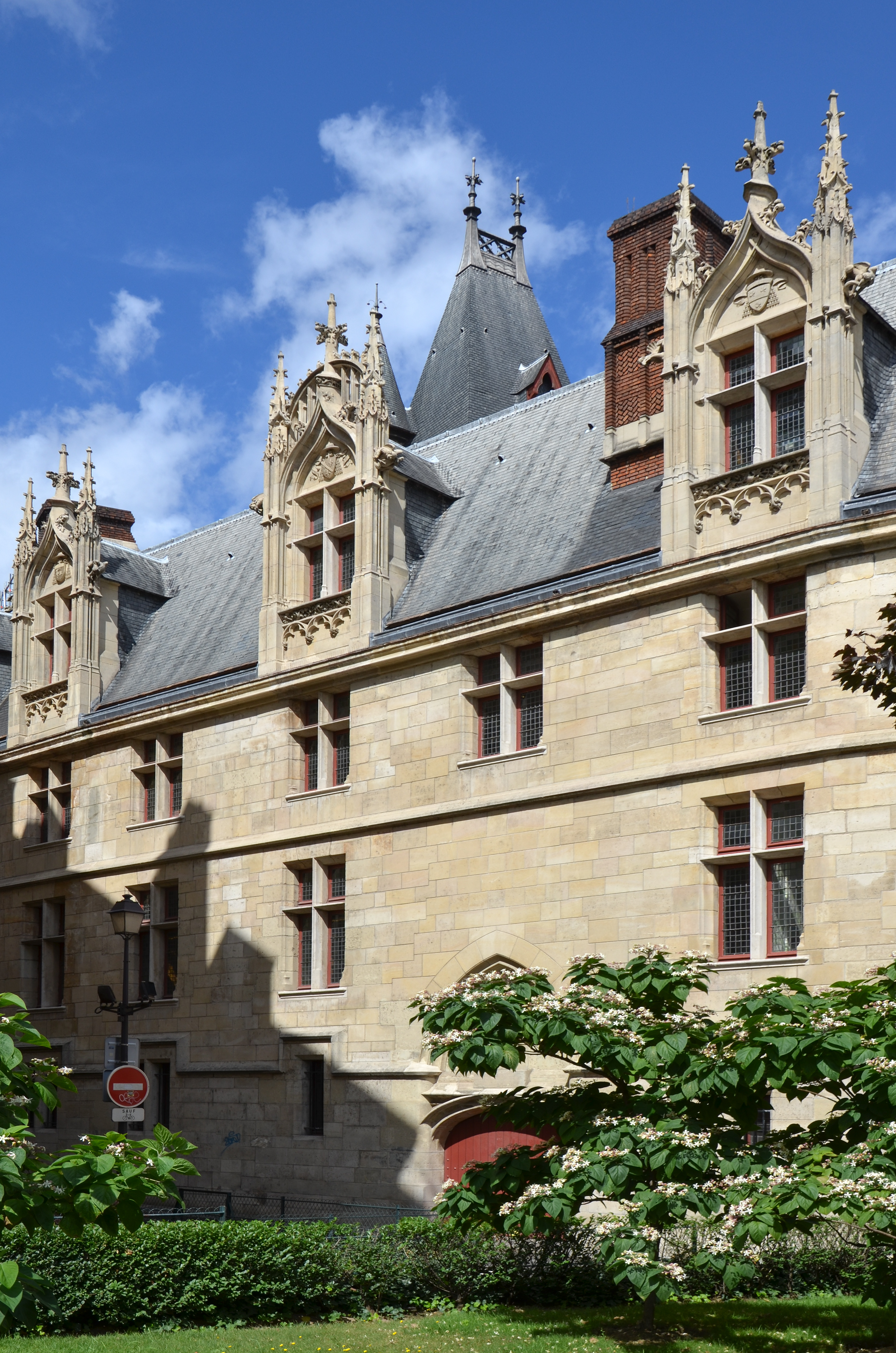
Lado de la rue de l'Hôtel de Ville
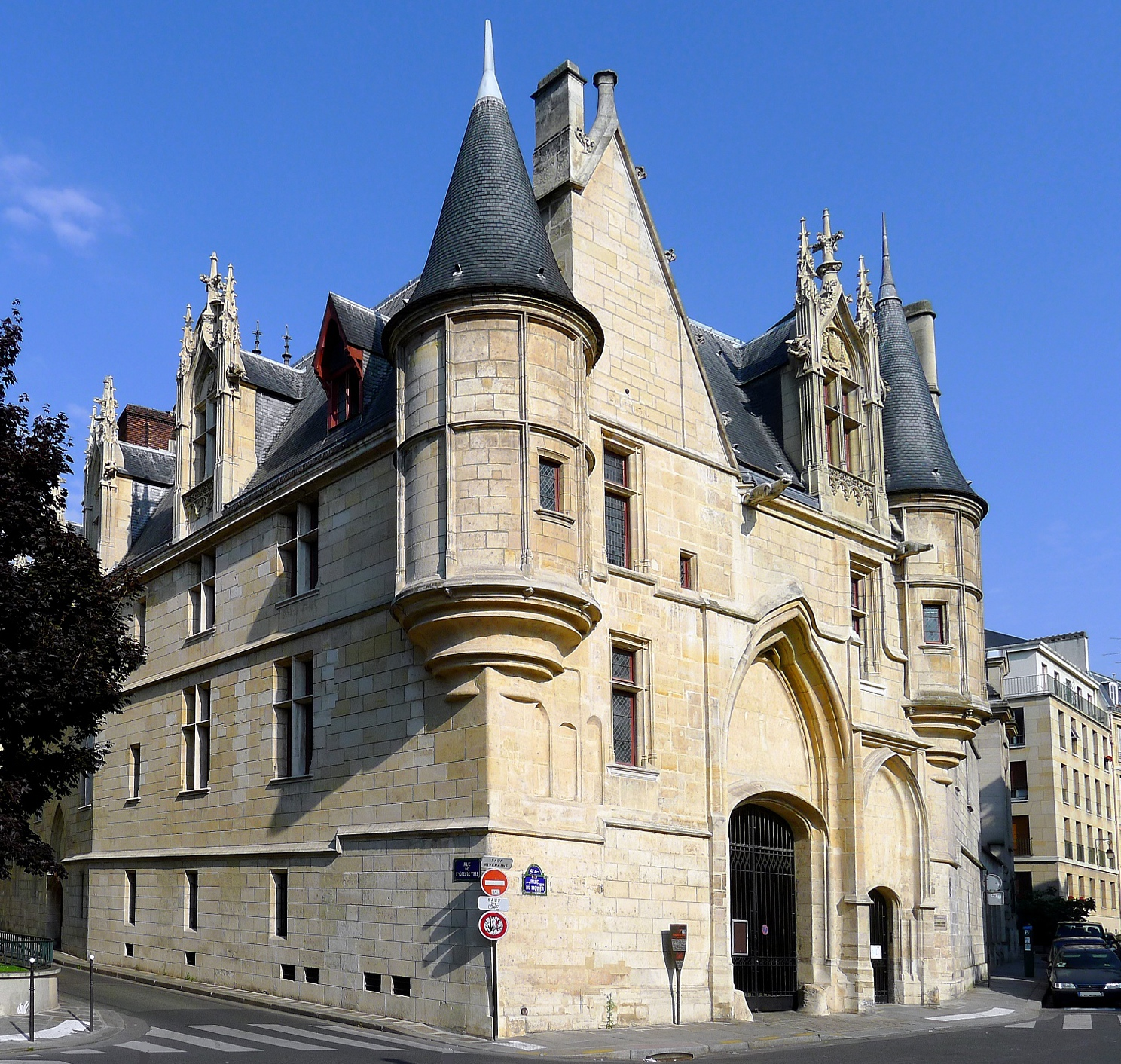
Hôtel de Sens
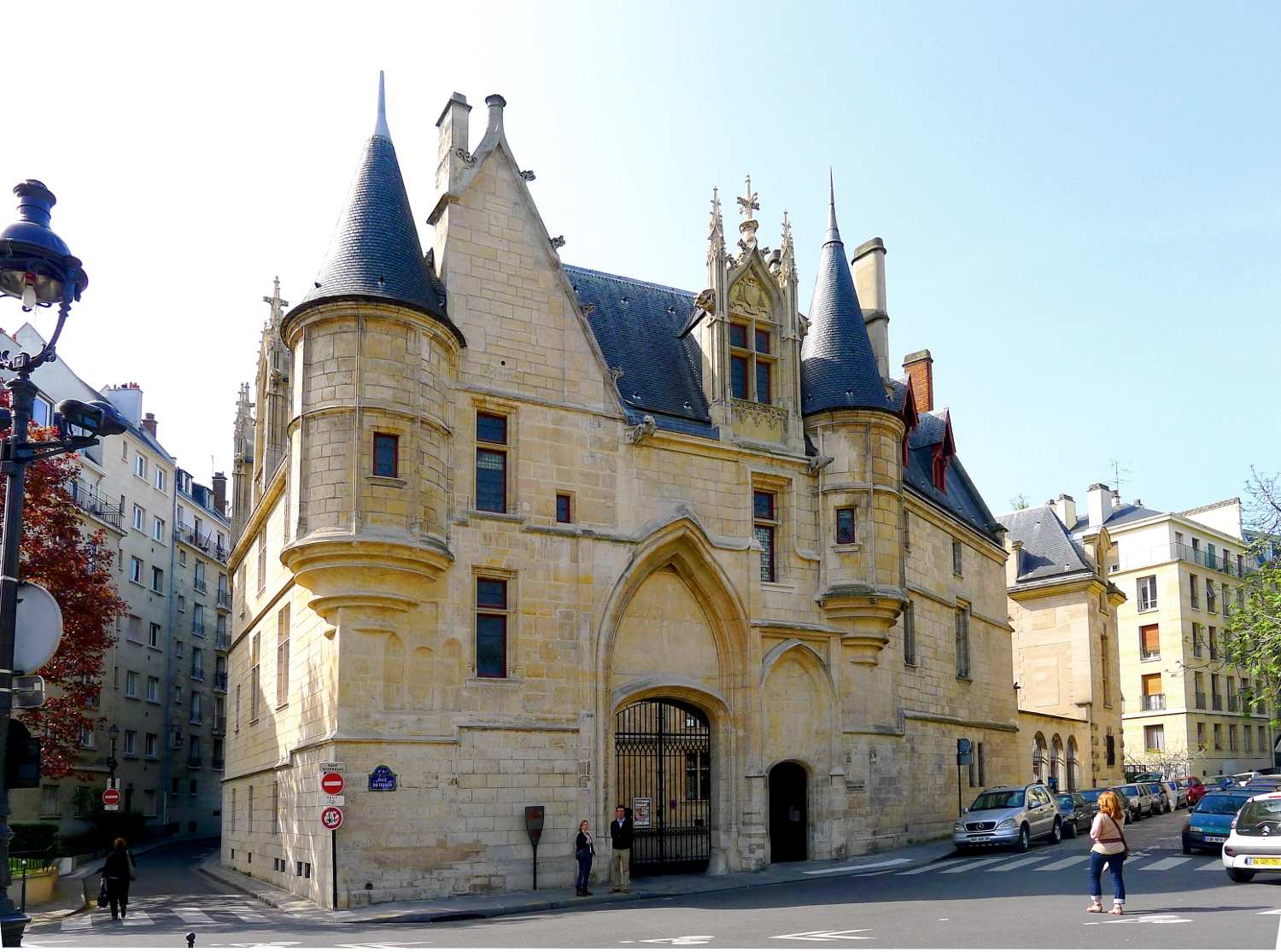
Lado de la rue de l'Ave-Maria

Vistas del jardín
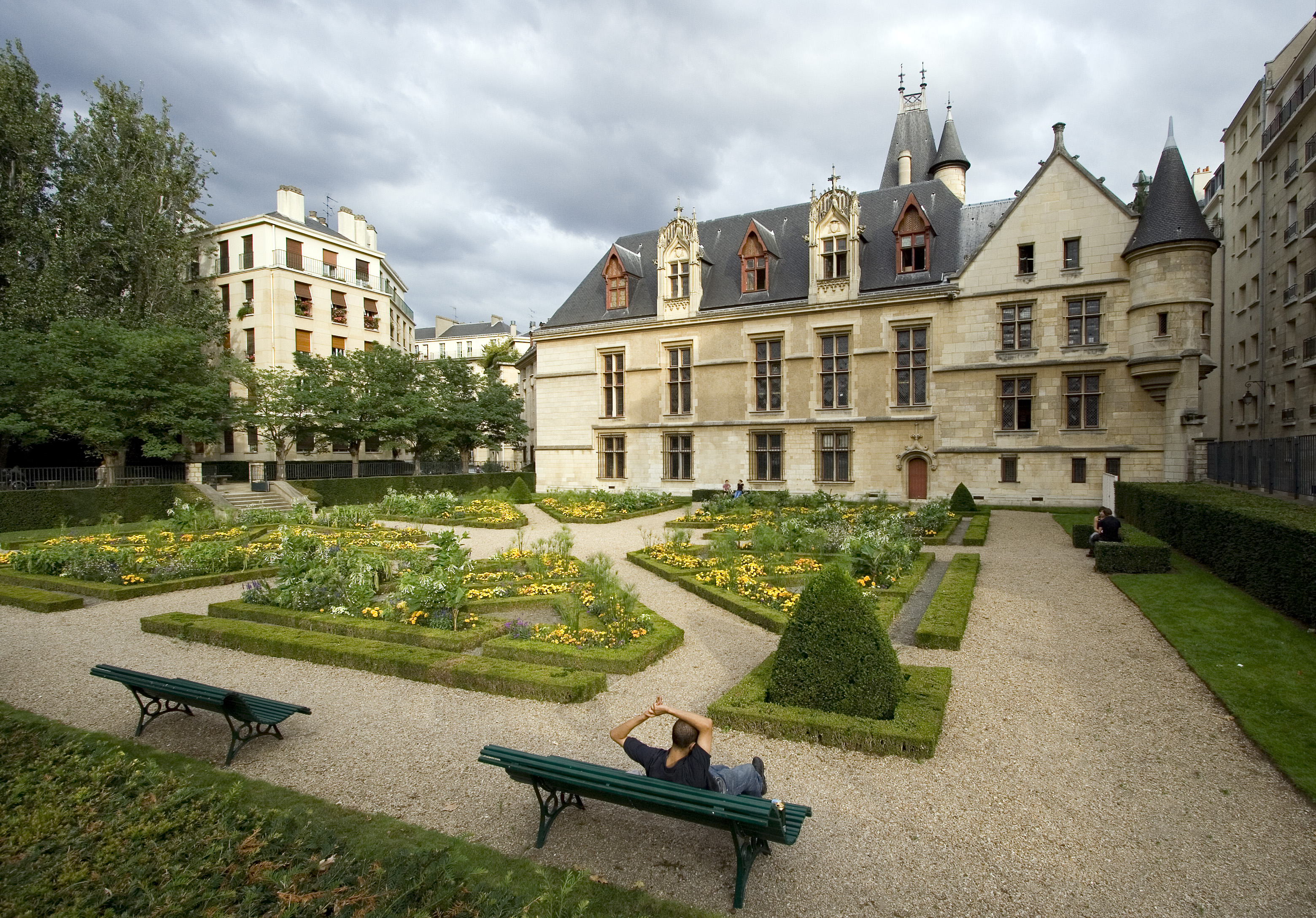
Le jardin del lado de la rue des Nonnains-d'Hyères
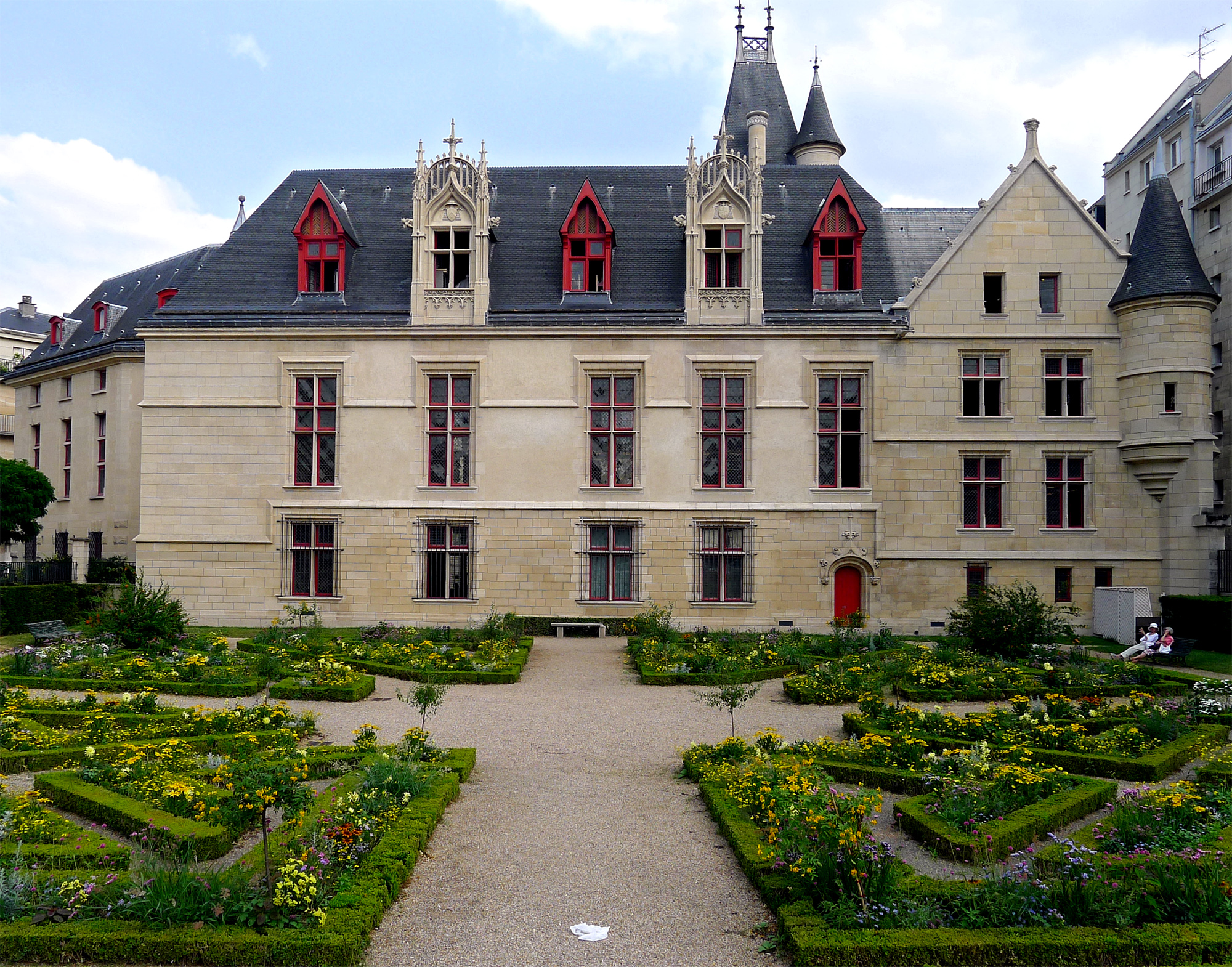
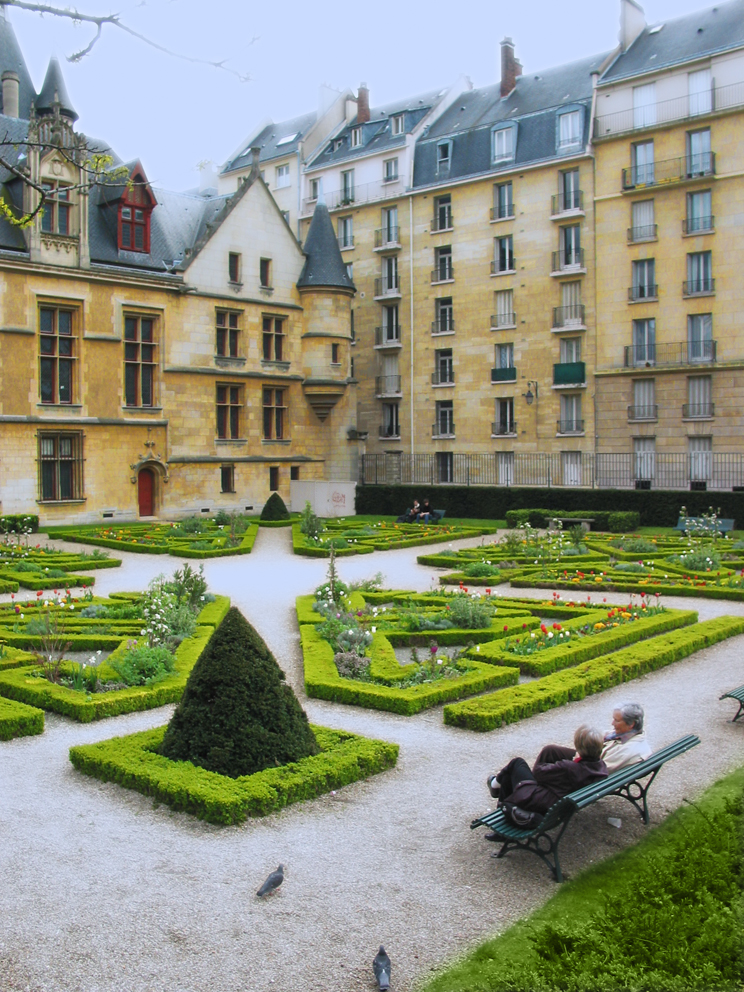
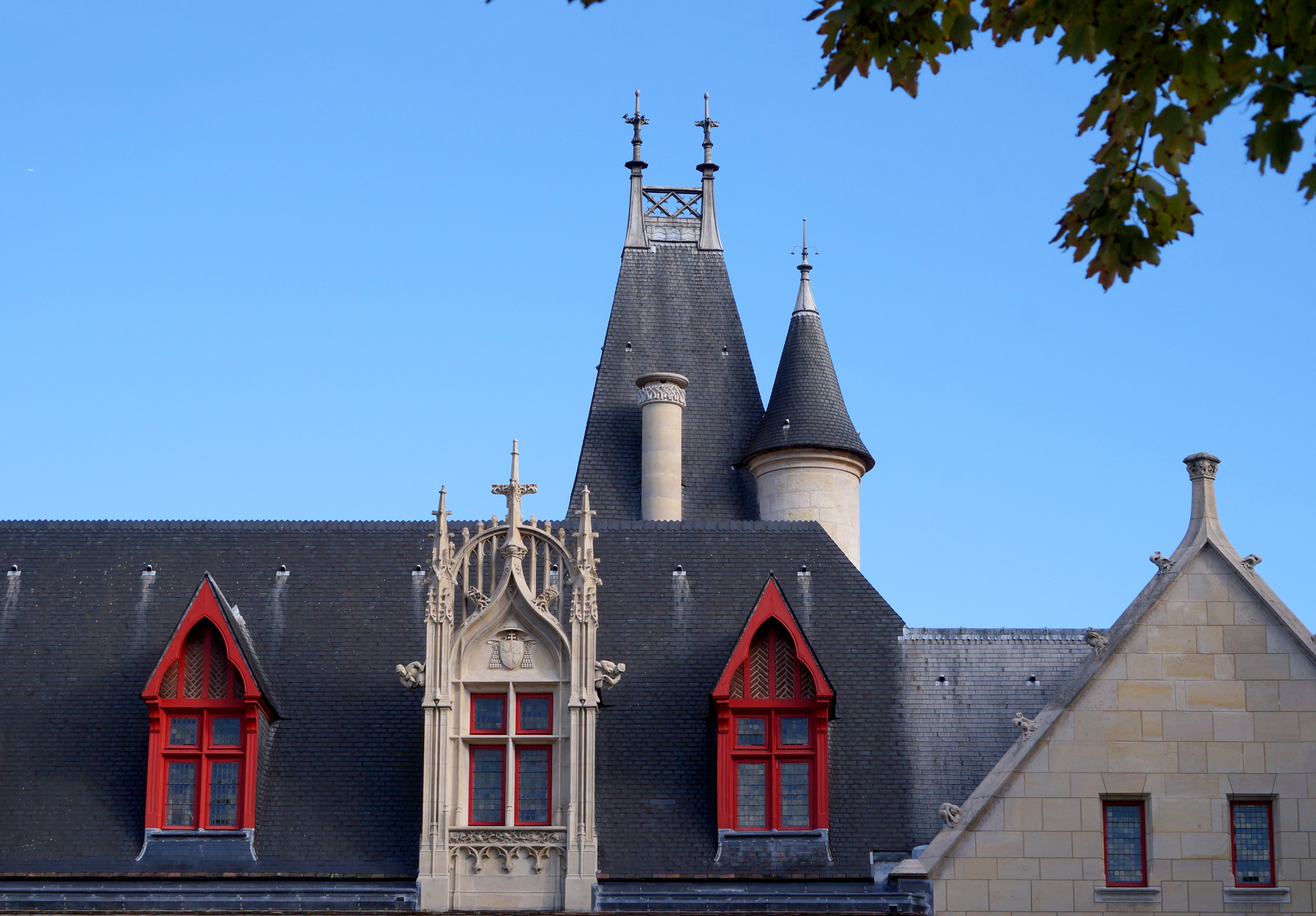
Vista de las cubiertas

Vistas del patio
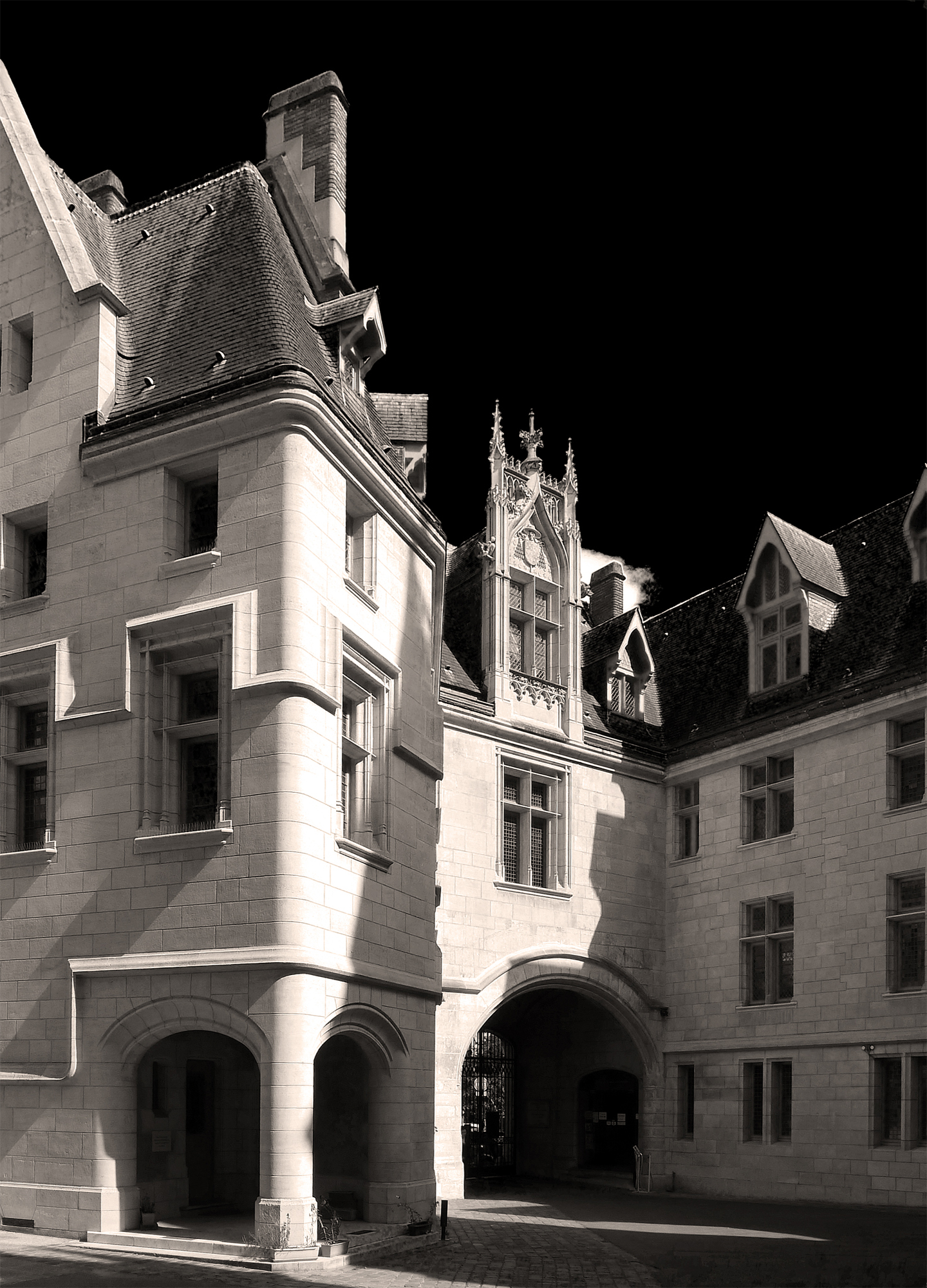
Patio interior
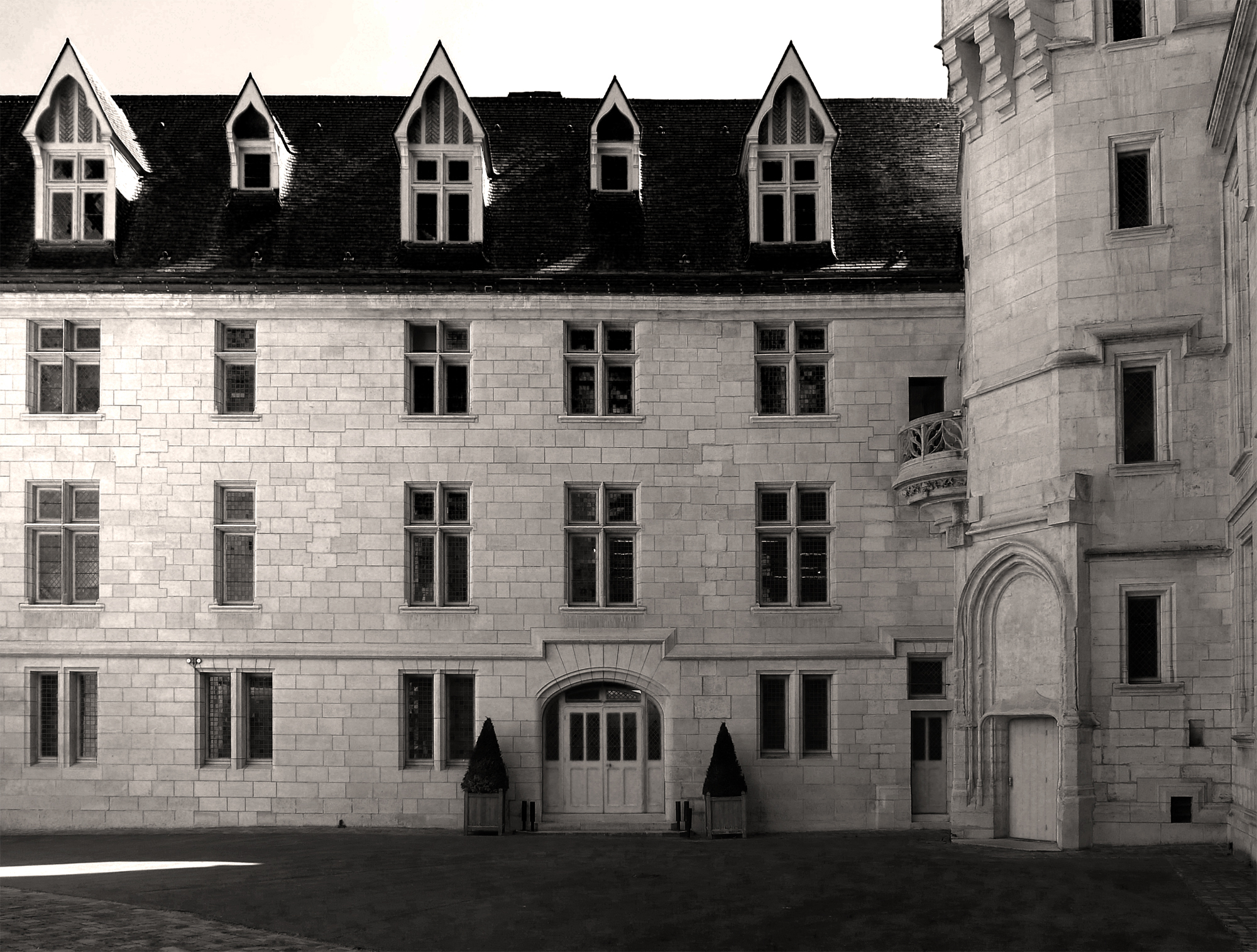
Patio interior
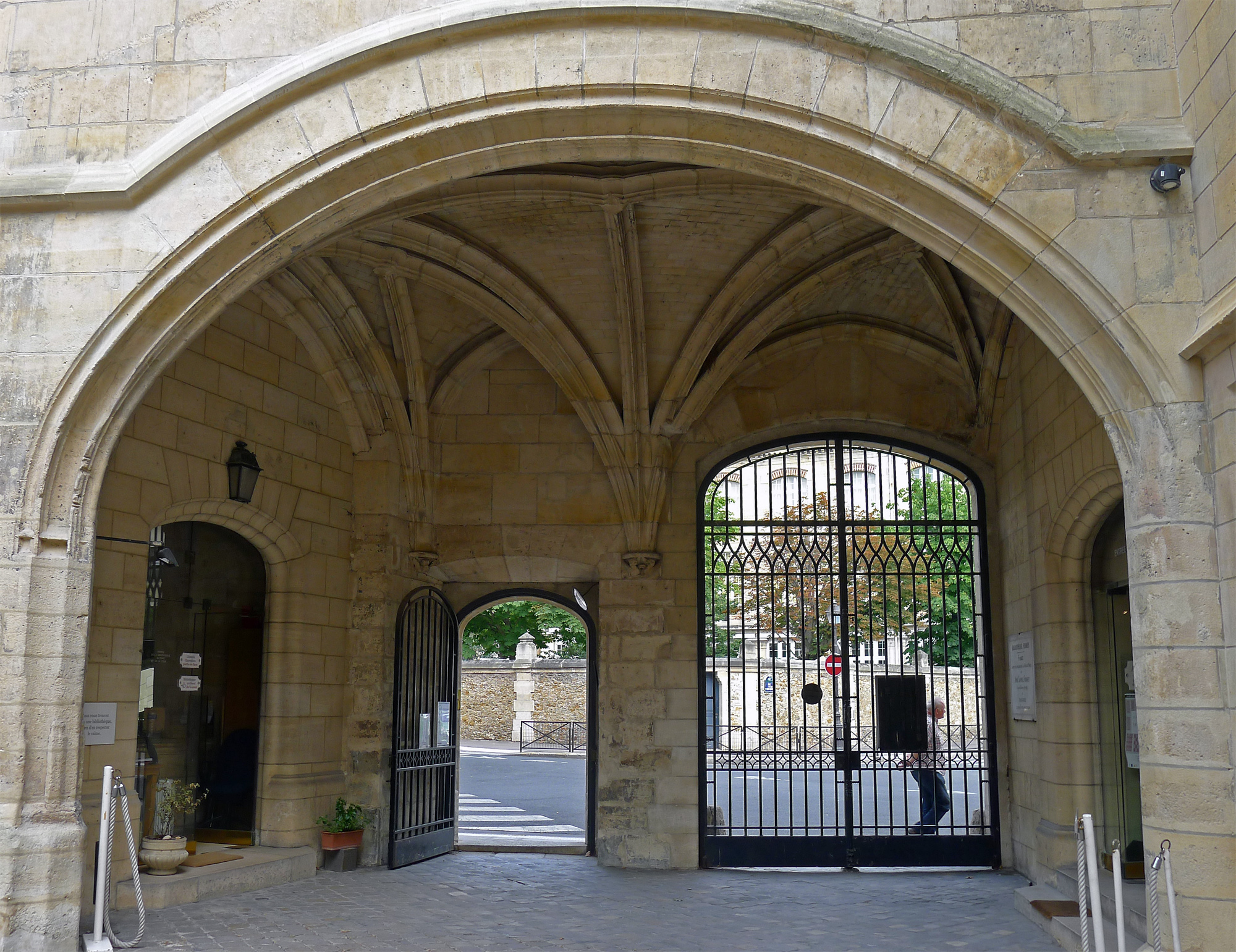
Entrada, rue du Figuier
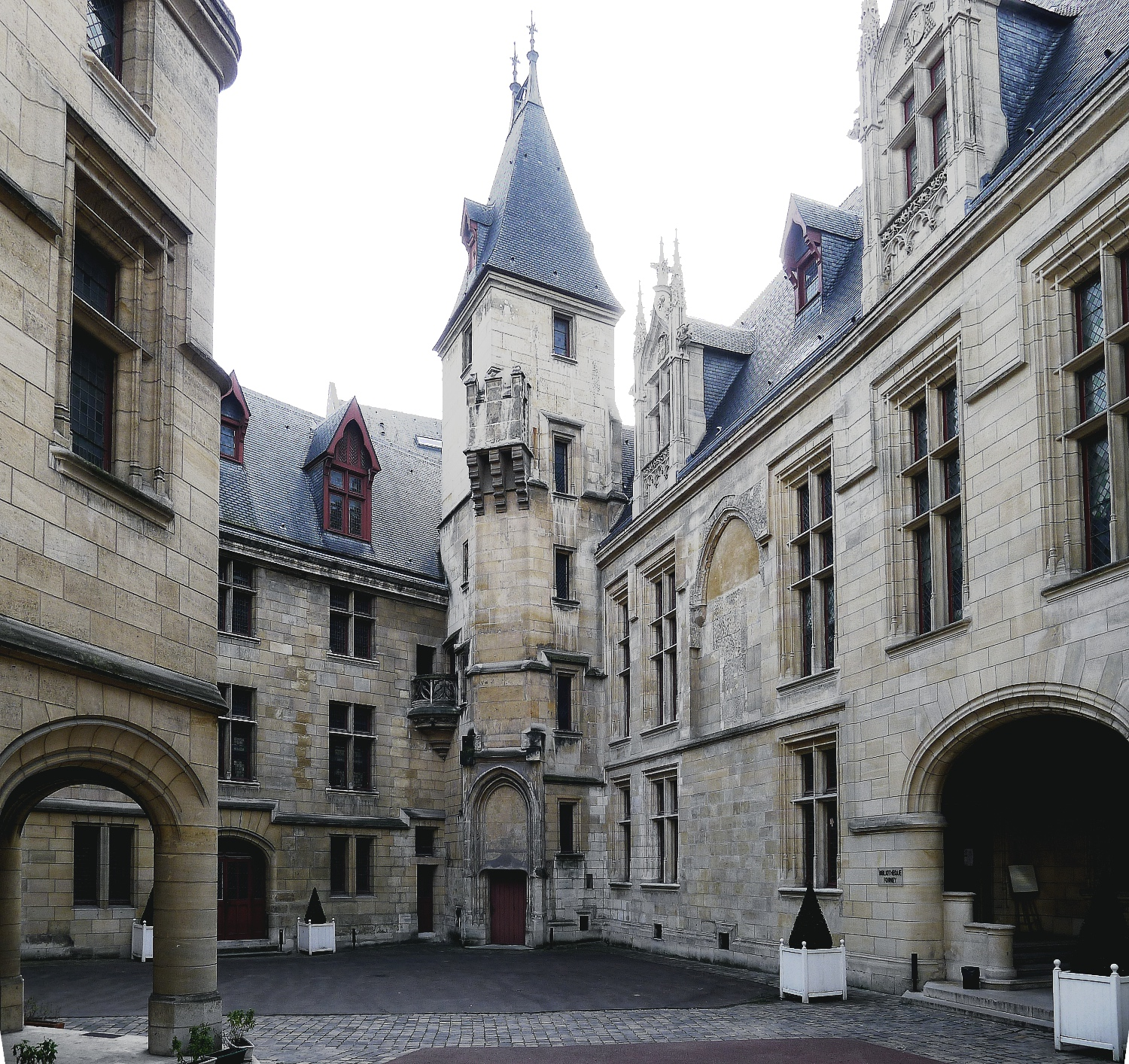
Patio interior
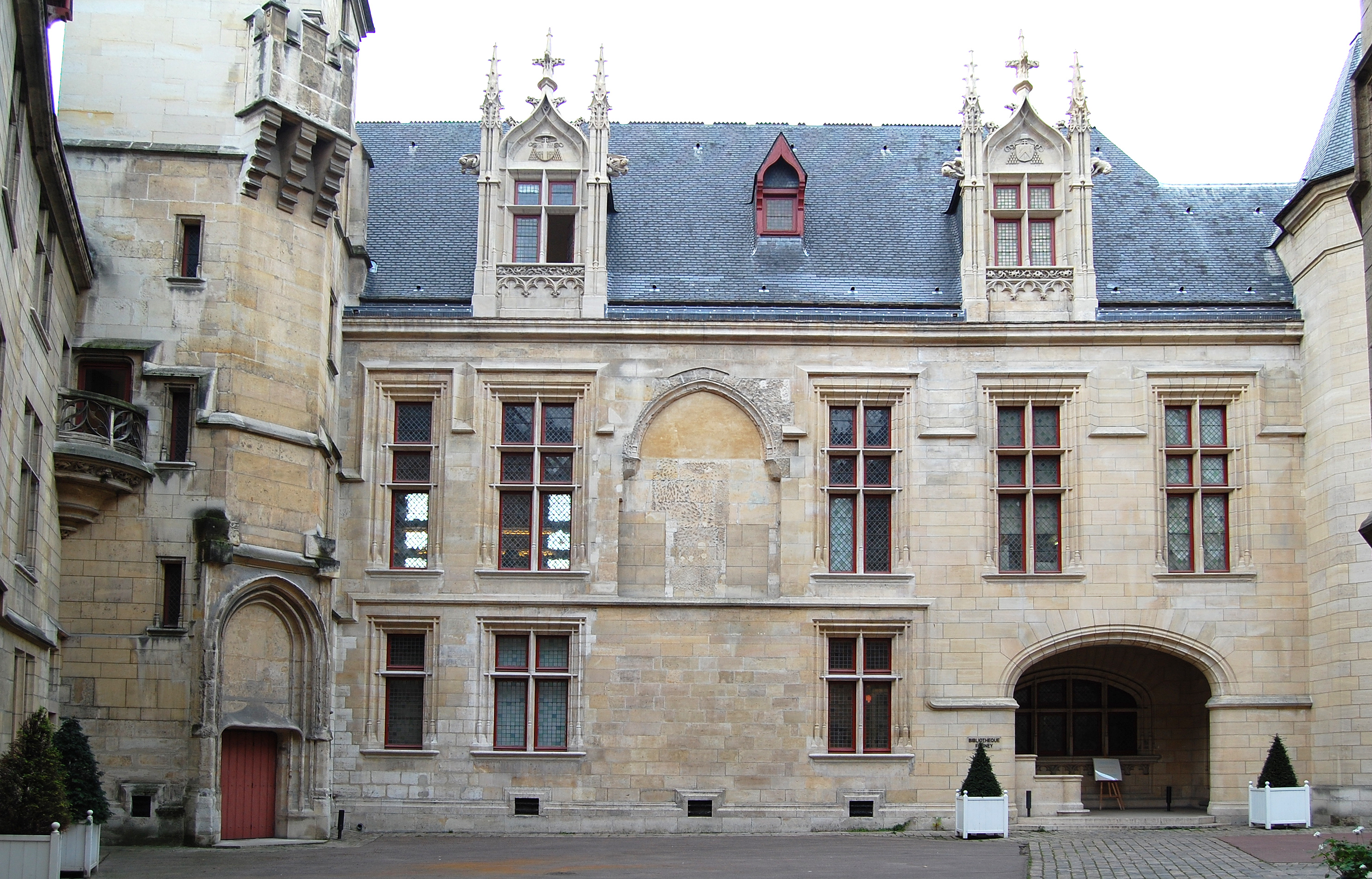

Detalles arquitectónicos
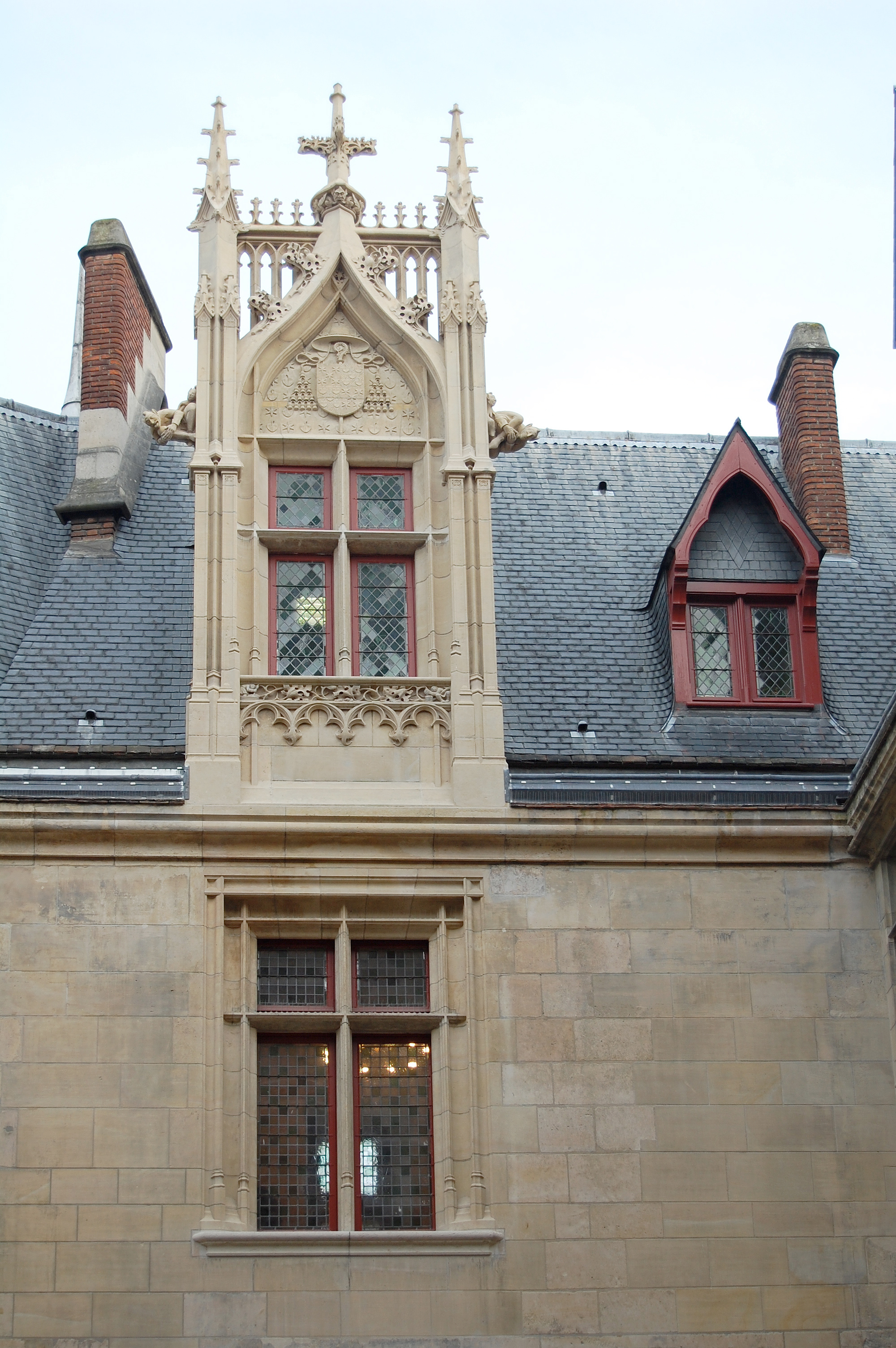
Buhardilla gótica
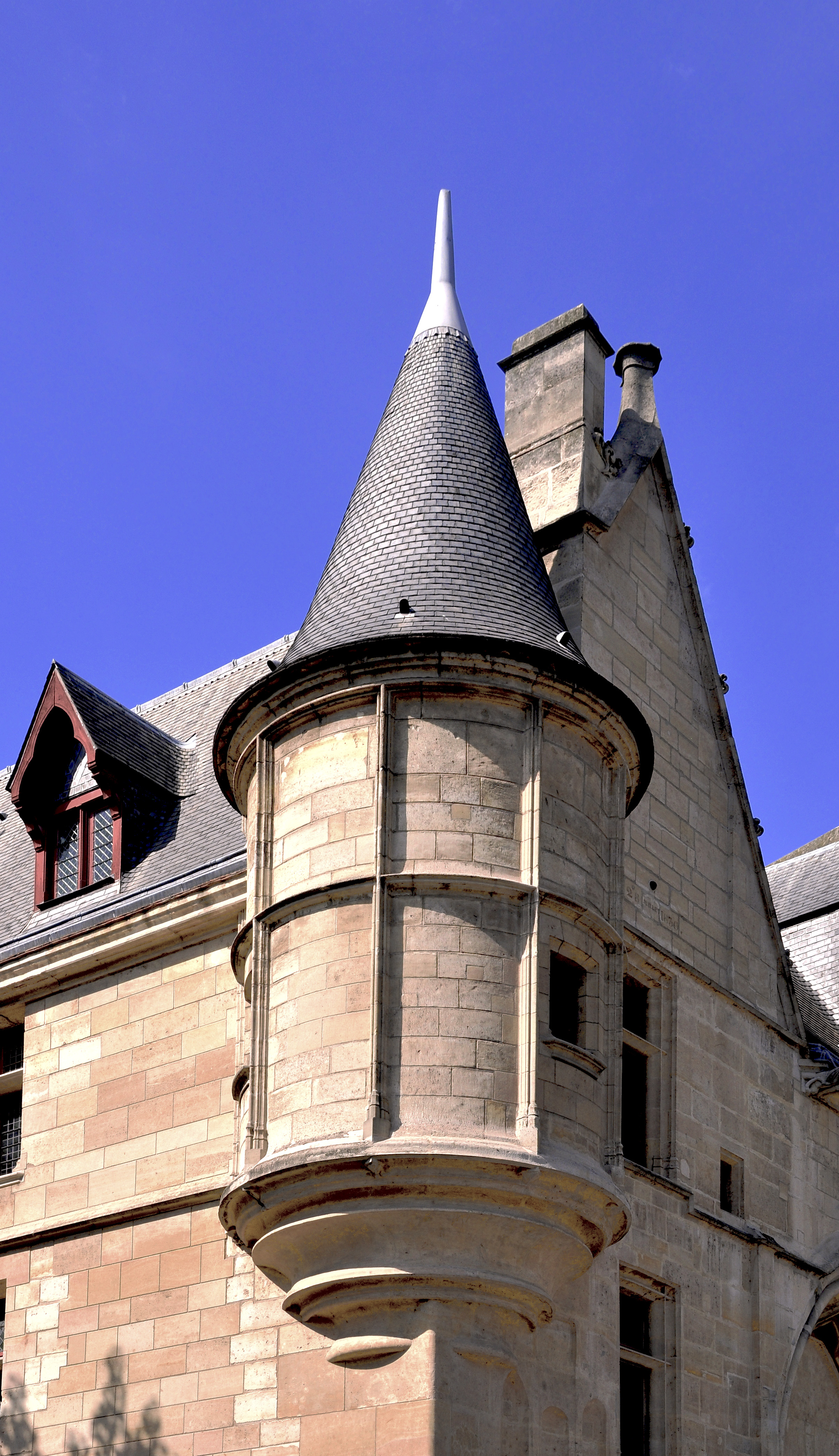
poivrière.
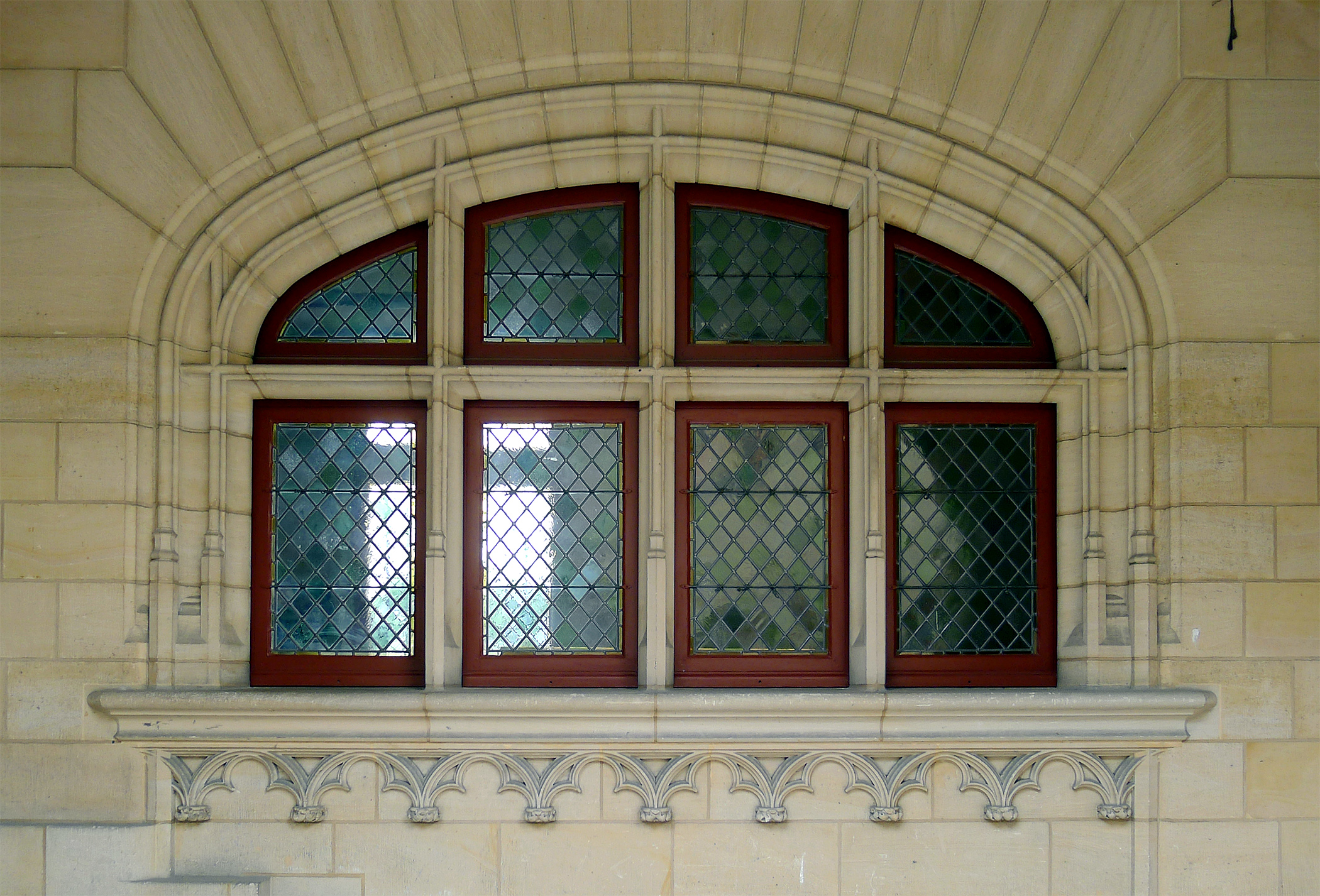
Ventana
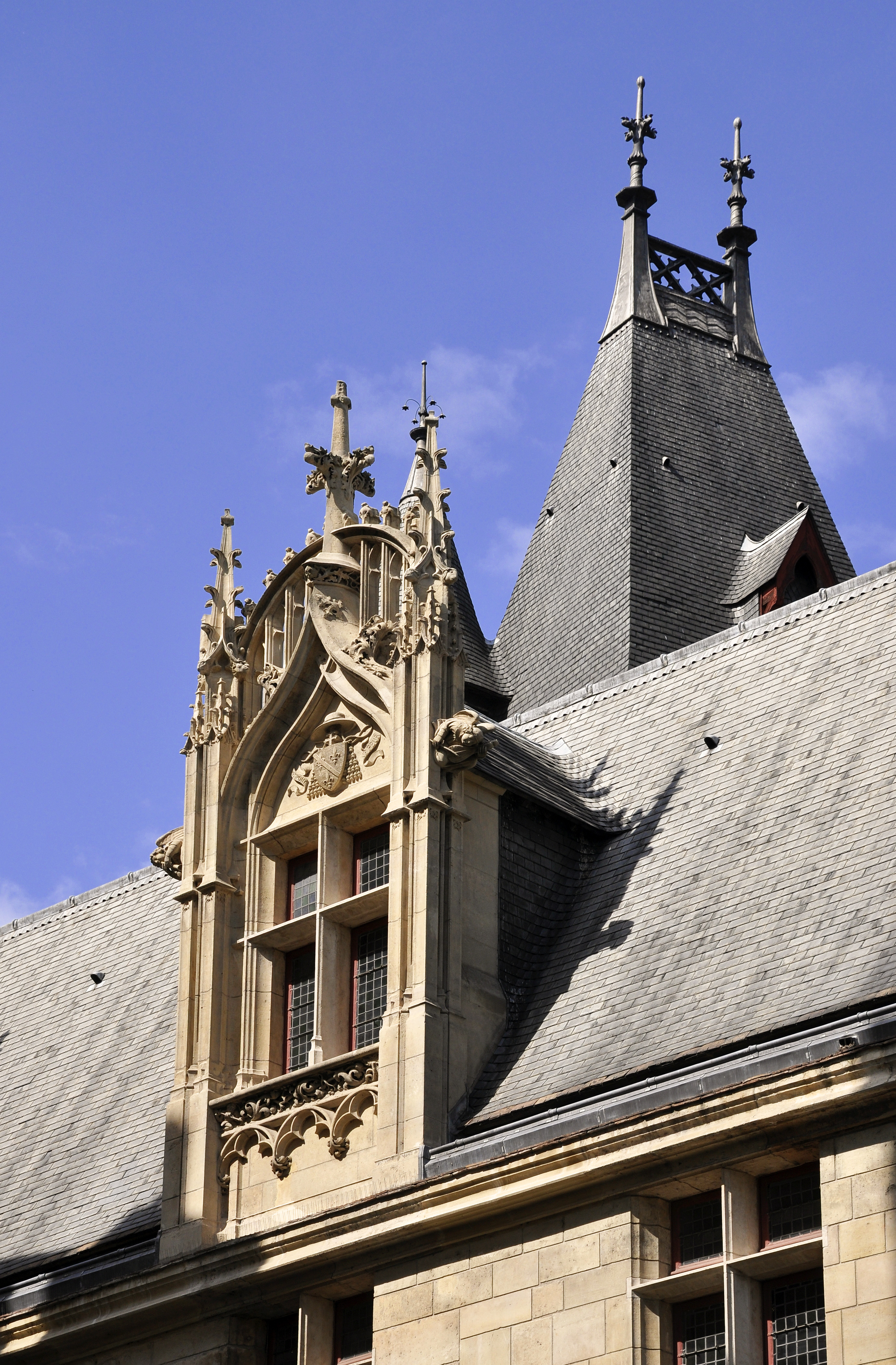
Detalle de las cubiertas

- Esculturas